# کپلر۴۵۲بی
کپلر۴۵۲بی (به انگلیسی: Kepler-452b) یک سیاره به دور ستارهٔ کپلر۴۵۲ که ستاره‌ای از نوع جی است در صورت فلکی ماکیان است. این سیاره توسط تلسکوپ فضایی کپلر شناسایی شد و کشف آن توسط ناسا در تاریخ ۲۳ ژوئیهٔ ۲۰۱۵ میلادی (۱ مرداد ۱۳۹۴) رسماً اعلام شد. این اولین سیاره نزدیک به اندازهٔ زمین، و همچنین در حال گردش به دور یک ستارهٔ بسیار شبیه به خورشید، و کشف شده در مدار سکونت‌پذیر ستارهٔ خود است. این سیاره ششمین سیارهٔ زمین مانند شناخته شده تا به امروز، بعد از کپلر-۴۳۸بی است، اگر چه هنوز مشخص نیست که آیا کپلر ۴۵۲بی سیاره‌ای سنگی است یا یک سیارهٔ گازی است. یک سال در این سیاره از ۳۸۵ شبانه روز است و با جرمی احتمالاً نزدیک به ۵ برابر زمین انتظار می‌رود که این سیاره به خاطر داشتن جرم بیشتر، از نظر فعالیت‌های آتش فشانی از زمین بسیار فعال‌تر باشد.

## فاصله از زمین
ستارهٔ کپلر۴۵۲، ۱٬۴۰۰ سال نوری دور از منظومهٔ خورشیدی است. با سرعت فضاپیمای افق‌های نو که معادل حدوداً ۵۹٬۰۰۰ کیلومتر در ساعت حرکت می‌کند و سریع‌ترین فضاپیمایی است که تاکنون بشر ساخته است، سفر به این سیاره نزدیک به ۲۶ میلیون سال طول می‌کشد.
سیارهٔ مذکور توسط جان جنکینس از ادارهٔ ملی هوانوردی و فضایی ایالات متحده به عنوان پسر عموی بزرگ‌تر و مسن‌تر زمین خوانده می‌شود و ذکر می‌گردد در طول سالیان متمادی نخستین سیاره‌ای‌ست که می‌توان آن را «قابل سکونت» برای انسان خواند، زیرا توانایی نگهداری آب بر روی سطح خودش را دارد.

## ویژگی‌ها
کپلر-۴۵۲بی احتمالاً ۶۰٪ از زمین بزرگتر و دارای جرمی معادل پنج برابر زمین  و گرانش سطحی آن دو برابر زمین است. هر چند محاسبه‌های جرمی برای سیاره‌های فراخورشیدی  تنها یک تخمین تقریبی هستند ولی اگر  کپلر-۴۵۲بی سیاره‌ای خاکی سنگی باشد، به احتمال نزدیک به یقین این سیاره یک ابرزمین خواهد بود.
اگر کپلر-۴۵۲بی سیاره ای زمین‌سان و دارای ویژگی هایی همانند زمین باشد، با توجه به جرم و چگالی بالاتر آن احتمالاً دارای آتشفشان‌های فعال بسیاری خواهد بود. همچنین ضخامت ابرها در این سیاره بیشتر و سطحی مه آلود دارد. از سطح این سیاره، ستارهٔ آن کپلر- ۴۵۲، تقریباً به اندازهٔ خورشید از زمین دیده می‌شود.

## زیست‌پذیری
آشکار نیست که کپلر۴۵۲بی یک سیارهٔ زمین‌سان باشد. ولی نگر به شعاع کوچکی که دارد احتمالا سیاره‌ای زمین‌سان باشد. همچنین روشن نیست که کپلر۴۵۲ محیطی زیست‌پذیر را دارا باشد. این سیاره حول یک ستارهٔ نوع G2V گردش می‌کند، ستاره‌ای همچون خورشید که ۲۰ درصد از خورشید درخشان‌تر ولی تقریباً هم‌جرم و هم‌دما با خورشید است. هر دو ستاره گفته‌شده ۶ میلیارد سال سن دارد، یعنی ۱٫۵ میلیارد سال پیرتر از خورشیدند. در این زمان و نگر به تکامل ستارهٔ کپلر، سیارهٔ کپلر ۴۵۲بی هم اکنون ۱۰ درصد بیشتر از زمین از ستارهٔ خود انرژی دریافت می‌کند، از این رو اگر سیارهٔ کپلر ۴۵۲بی یک سیارهٔ زمین‌سان باشد، ممکن است دچار گرمایش بیش از حد ناشی از تودهٔ بزرگ گازهای گلخانه‌ای در جو خود شود، همانند سیارهٔ زهره.

### گریز گلخانه‌ای «متأخر»

مقایسه کپلر452بی و دیگر سیارات فراخورشیدی مرتبط با زمین.

به هر روی کپلر۴۵۲بی از نظر اندازه ۵۰ درصد بزرگ‌تر است و احتمالاً جرمی در حدود ۵ M⊕ دارد، پس می‌تواند اقیانوس‌های خود را برای زمان بیشتری نگه دارد و تا ۵۰۰ میلیون سال دیگر تسلیم گریز گلخانه‌ای نشود. این سرانجام باعث حفظ چرخهٔ کربنات-سیلیکات می‌شود و طول عمر آن را به علت فعالیت‌های آتشفشانی روی کپلر۴۵۲بی افزایش می‌دهد. این به هر گونه زیست بالقوه روی سطح سیاره اجازه می‌دهد که برای ۵۰۰ تا ۹۰۰ میلیون سال دیگر پیش از آنکه منطقهٔ زیست‌پذیر به بیرون از مدار گردش کپلر۴۵۲بی منتقل شود، به زیست ادامه دهد.

## تصاویر
- مقایسهٔ مدار حرکت کپلر ۴۵۲ بی در منظومهٔ کپلر ۴۵۲ با منظومهٔ شمسی و کپلر ۱۸۶ به همراه نمایش دامنه زندگی (قسمت سبز رنگ که در آن انتظار وجود سیاره‌ای با جو مشابه زمین وجود دارد) در هر منظومه.
- مقایسهٔ سیارات کوچکی که در دامنه زندگی ستارهٔ خود قرار دارند. این سیارات توسط کپلر کشف شده‌اند.